# Robert Michael Miranda
Robert Michael Miranda (ur. 10 kwietnia 1952 w Kirem) – indyjski duchowny rzymskokatolicki, od 2005 biskup Gulbarga.

## Życiorys
Święcenia kapłańskie przyjął 4 maja 1978 i został inkardynowany do diecezji Mangalore. Przez kilka lat pracował jako wikariusz, zaś w 1982 został przełożonym misji w Bidar. W 1999 mianowany wikariuszem biskupim ds. misji.
24 czerwca 2005 został mianowany biskupem nowo powstałej diecezji Gulbarga. Sakry biskupiej udzielił mu 18 sierpnia 2005 abp Pedro López Quintana.